# Policlinico Sant'Orsola-Malpighi
L'IRCCS Azienda Ospedaliero-Universitaria di Bologna - Policlinico di Sant'Orsola è il primo istituto di ricovero e cura a carattere scientifico interaziendale dell'Emilia-Romagna, riconosciuto tale con decreto ministeriale del 19 settembre 2020.
Ha una dotazione di circa 1.535 posti letto, che lo rende il secondo più grande d'Italia (dopo l'Azienda Ospedale-Università Padova, con 1.682 posti letto) e di circa 4.728 dipendenti (di cui 857 medici) in seguito ad un taglio del personale che ha contato la perdita di centinaia di unità negli anni della crisi economica di inizio XXI secolo con conseguenti tagli alla finanza pubblica.
Ogni anno vengono effettuati 55.000 ricoveri ordinari e 14.300 in day hospital, 139.000 accessi in emergenza, oltre 33.200 interventi chirurgici e più di 3 milioni di visite ed esami specialistici per l'esterno.
Per mole di pazienti è il primo ospedale di Bologna. Il 32% dei dimessi proviene da fuori provincia (21% da fuori regione). Si stimano circa 20.000 presenze al giorno di frequentatori (personale dipendente, studenti e docenti universitari, pazienti, visitatori e fornitori).

## Storia
L'ospedale Sant'Orsola fu probabilmente fondato nel 1592, proprio fuori dalle mura della città di Bologna (oggi divenuti viali di circonvallazione). Inizialmente, in ragione della sua collocazione, era destinato all'accoglienza degli emarginati, mentre in seguito vi trovarono ricovero i malati incurabili.
In quella che oggi è definita "Area Malpighi" (in particolare il padiglione 3) ricade un antico monastero dedicato a San Gregorio Magno, con la chiesa trecentesca e il chiostro, che trovò la sua vocazione assistenziale nel XVI secolo con l'"Opera dei Mendicanti"; nel 1667 è stato costruito il Portico dei Mendicanti che costeggia via Albertoni.
Nel 1809 l'ospedale disponeva di 273 posti letto; da quel periodo divenne sempre più forte l'attenzione della Facoltà di Medicina e Chirurgia dell'Università di Bologna, tanto che, tra il 1860 e il 1869, il S. Orsola ne divenne definitivamente la struttura di supporto assistenziale, e l'antico ricovero si trasformò in un Ospedale con caratteristiche più moderne.
Nel 1929 a seguito della crescita continua in termini di dimensioni, di specialità considerate e di insegnamenti previsti, venne avviata la programmazione di un nuovo assetto edilizio.
Nel 1978 la riforma del Servizio sanitario nazionale determinò la fusione del S. Orsola con l'ospedale "Marcello Malpighi". L'ospedale Malpighi fu progettato agli inizi degli anni 1970. Il progetto è dell'architetto Enzo Zacchiroli, insieme con Giorgio Conato, ed è ispirato al Sanatorio di Paimio di Alvar Aalto. La struttura di grandi dimensioni fu costruita negli anni '70 del Novecento, sull'area del vecchio "Ricovero di mendicità Vittorio Emanuele II" risalente al 1860.
Nel 2025 il reparto di Pneumologia interventistica si è dotato del terzo macchinario in Italia per la diagnosi precoce e mirata dei noduli e del tumore al polmone. Esso acquisisce le immagini della TAC al polmone e con l'intelligenza artificiale generativa guida una sonda nell'indagine di tale organo.
Nella World's Best Hospital del 2025, classifica annuale dei migliori ospedali del mondo stilata da Newsweek, è risultato il quinto ospedale in Italia e il 73° fra i 2.400 ospedali di 30 Paesi monitorati nell'analisi.
Nel 2025 l'Oncologia ginecologica è uno dei 4 reparti ospedalieri italiani ccreditato come Centro di Riferimento Europeo per il carcinoma della cervice uterina .
Nel 2026 viene avviato in laboratorio per la produzione di cellule CAR-T per abbattere i costi rispetto all'acquisto da produttori esterni, per lo studio delle malattie rare e autoimmuni, per costruire CAR-T più nuove e più efficaci che possano superare meccanismi di resistenza della malattie.

## Organizzazione
Al Direttore Generale spetta la gestione complessiva dell'Azienda, con il supporto della Direzione Sanitaria e della Direzione Amministrativa. L'organizzazione aziendale prevede alcuni Uffici affidati alla Direzione Generale che, con funzioni diverse, forniscono supporto tecnico e specialistico alle funzioni di Direzione Strategica, per perseguire gli obiettivi aziendali e assicurano lo sviluppo di valori e culture coerenti con la mission aziendale.
Vi sono poi le Direzioni trasversali e le Direzioni tecniche e amministrative.
A queste strutture si affianca il Comitato Consultivo Misto, costituito sia da rappresentanti delle associazioni di volontariato sia da rappresentanti dell'azienda, con funzioni consultive e di proposta per la Direzione Aziendale.

## Strutture

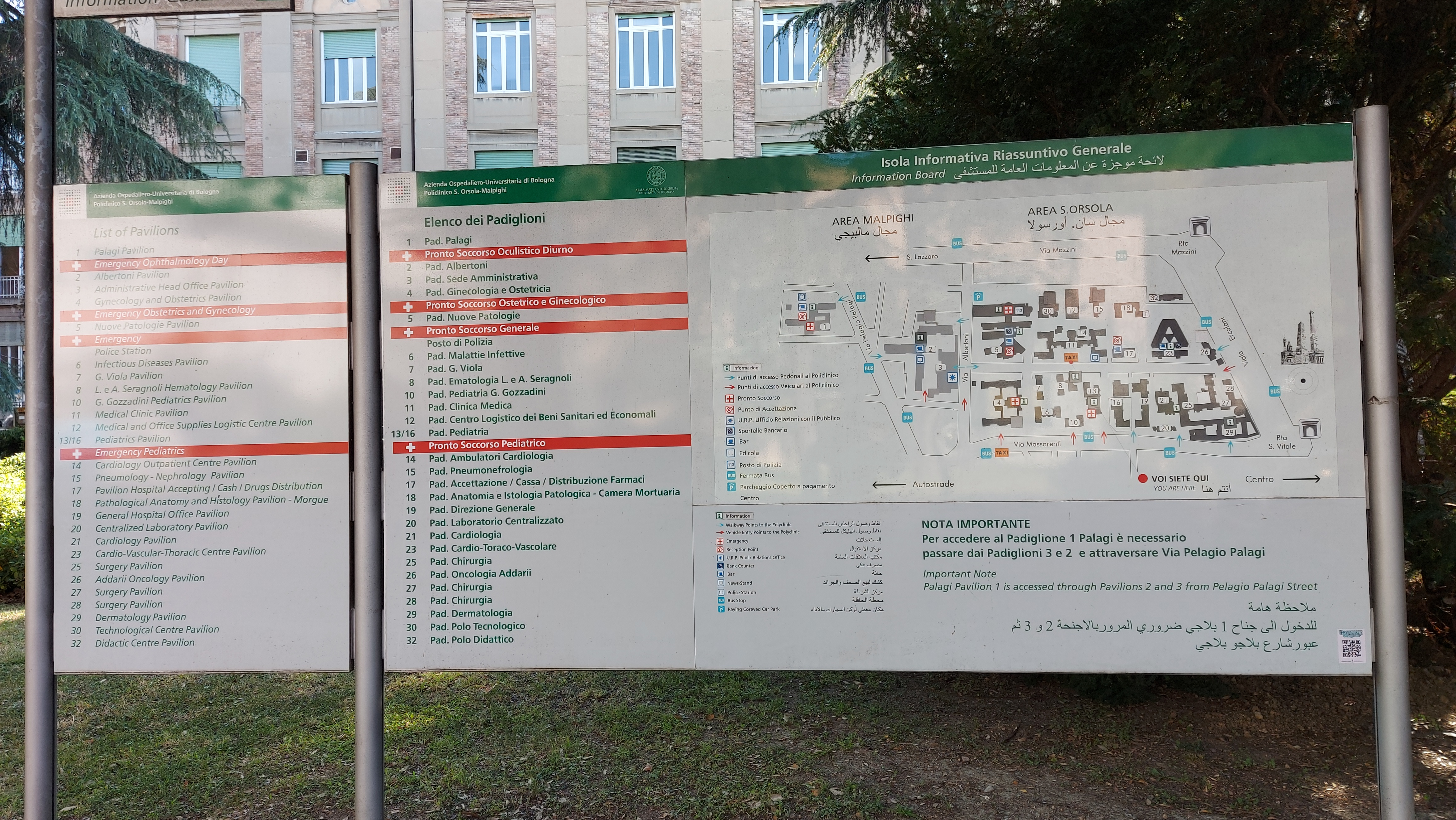
Isola informativa

L'ospedale è costituito da 30 padiglioni e si snoda per circa 600 metri (1 km se si considera anche l'area Malpighi) attorno ad un viale alberato centrale, che dà un senso di amenità all'ambiente micro-urbano del policlinico; ha un'estensione di circa 21 ettari.
È presente anche un sistema di tunnel sotterranei che collega quasi tutti i padiglioni, ad uso dei dipendenti e del personale autorizzato.

### Padiglioni
Gli edifici che compongono il policlinico sono numerati in ordine crescente da est a ovest (dai più lontani ai più vicini al centro della città). Il colore del padiglione si riferisce al settore del policlinico.
| Nº padiglione    | Nome padiglione                                   | Specialità medico-chirurgiche presenti in una o più unità operative |
| Area Malpighi    | Area Malpighi                                     | Area Malpighi |
| ---------------- | ------------------------------------------------- | --- |
| 1                | "Palagi"                                          | Anestesiologia, andrologia, chirurgia pelvica complessa, urologia, nefrologia, oftalmologia, oncologia medica, medicina del lavoro, cardiologia, radiologia Pronto Soccorso Oculistico |
| 2                | "Albertoni"                                       | Anestesiologia, angiologia, dermatologia, geriatria, medicina interna, neurologia, ortopedia, radiologia, radioterapia, oncologia medica, medicina fisica e riabilitativa |
| 3                | Sede Amministrativa                               | Sede Amministrativa |
| Area Sant'Orsola |                                                   | |
| 4                | Ginecologia e Ostetricia                          | Anestesiologia e rianimazione, ginecologia, ostetricia, terapia intensiva neonatale, chirurgia generale e della mammella Pronto Soccorso ginecologico-ostetrico |
| 5                | Nuove Patologie                                   | Anestesiologia e terapia intensiva, cardiologia, chirurgia del tratto alimentare, orale e maxillo-facciale, plastica, medicina interna, otorinolaringoiatria e audiologia, gastroenterologia ed epatologia, radiologia specialistica, Chirurgia generale e chirurgia dei trapianti, chirurgia del pancreas ed endocrina, Centro di Riferimento Regionale per le Malattie Infiammatorie Croniche Intestinali, oncologia ginecologica, chirurgia robotica Pronto Soccorso Generale e Ortopedico |
| 5H               | Polo Chirurgico e dell'emergenza                  | Anestesiologia e terapia intensiva, cardiologia, chirurgia del tratto alimentare, orale e maxillo-facciale, plastica, medicina interna, otorinolaringoiatria e audiologia, gastroenterologia ed epatologia, radiologia specialistica, Chirurgia generale e chirurgia dei trapianti, chirurgia del pancreas ed endocrina, Centro di Riferimento Regionale per le Malattie Infiammatorie Croniche Intestinali, oncologia ginecologica, chirurgia robotica Pronto Soccorso Generale e Ortopedico |
| 6                | Malattie Infettive                                | Malattie infettive |
| 7                | Malattie del Metabolismo                          | Malattie del metabolismo, endocrinologia, malattie deformanti |
| 8                | Ematologia “L. e A. Seragnoli”                    | Ematologia, oncologia medica, emolinfopatologia |
| 9                | Centro Mammografico                               | Mammografia |
| 10               | “G. Gozzadini”                                    | Pediatria |
| 11               | Clinica Medica                                    | Diabetologia, endocrinologia, farmacologia clinica, genetica medica, medicina interna, microbiologia, radiologia, radioterapia |
| 12               | Centro Logistico                                  | Centro Logistico |
| 13               | “G. Gozzadini”                                    | Anestesiologia e rianimazione, chirurgia pediatrica, neurochirurgia pediatrica, neuropsichiatria infantile, pediatria, radiologia pediatrica, onco-ematologia pediatrica Pronto Soccorso pediatrico |
| 14               | Ambulatori di Cardiologia                         | Cardiologia |
| 15               | Pneumo-nefrologia                                 | Nefrologia, pneumologia, radiologia |
| 16               |                                                   | Polo materno-infantile, aree multi-servizi |
| 17               | Palazzina CUP                                     | Palazzina CUP |
| 18               | Anatomia e istologia patologica, camera mortuaria | Anatomia e istologia patologica, camera mortuaria |
| 19               | Direzione Ospedaliera, farmacia                   | Direzione Ospedaliera, farmacia |
| 20               | Laboratorio Centralizzato                         | Medicina di laboratorio |
| 21               | Cardiologia                                       | Cardiologia |
| 23               | Polo Cardio-Toraco-Vascolare                      | Anestesiologia e terapia intensiva, cardiochirurgia, cardiologia, chirurgia toracica, chirurgia vascolare, radiologia, pneumologia interventistica, cardiochirurgia e cardiologia pediatrica |
| 24               | Angiologia                                        | Angiologia |
| 25 27-28         | Chirurgie                                         | Anestesiologia e rianimazione, radiologia, cardiochirurgia, chirurgia generale, chirurgia dei trapianti, terapia intensiva |
| 26               | Istituto Oncologico "F. Addari"                   | Anatomia e istologia patologica, oncologia |
| 29               | Dermatologia                                      | Dermatologia, immuno-ematologia e trasfusionale |
| 30               | Polo Tecnologico                                  | Medicina nucleare, radioterapia |

### Lavori di ampliamento e riorganizzazione

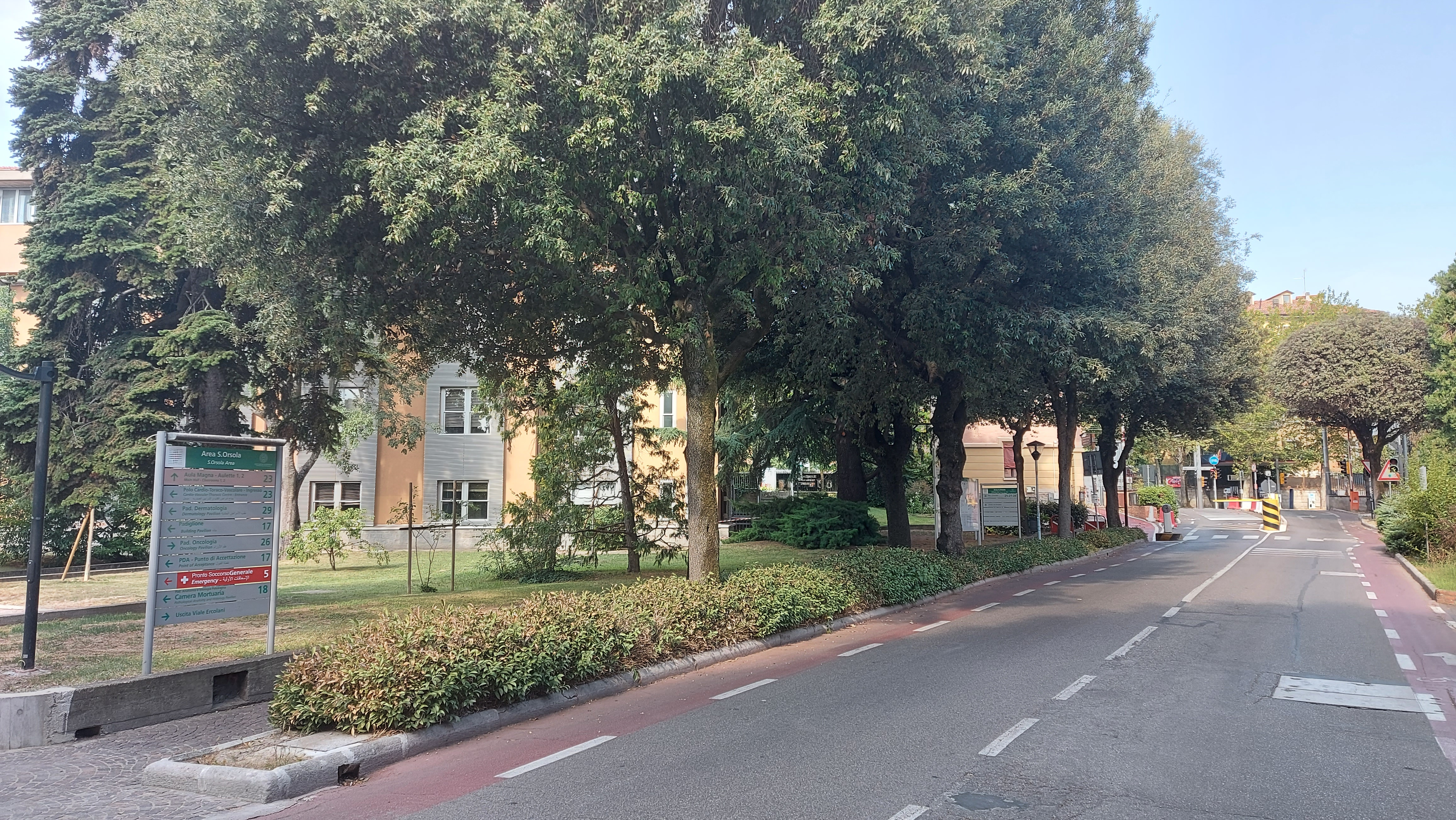
Via Ercolani che attraversa all'interno l'intera struttura ospedaliera.

Tra il 2006 ed il 2012 sono cominciati i lavori per la realizzazione di vari nuovi edifici. Tra i lavori di maggior impatto si citano:
- Profonda ristrutturazione del padiglione 18 (Anatomia patologica e Camera mortuaria).
- Costituzione del Centro Logistico (servizi logistici, generali e di supporto: cucine, magazzino, ecc.) all'interno del preesistente padiglione 12 completamente riorganizzato e ammodernato. Lavoro completato nel 2009.
- Costituzione del Polo Chirurgico e dell'Emergenza, che aggiunge al preesistente padiglione 5 una nuova ala di 6 piani destinata al Pronto soccorso e alla sua degenza. Concluso nel 2010.
- Con lo spostamento, avvenuto il 18 novembre 2010, del Pronto Soccorso generale e ortopedico dal padiglione 16 al nuovo "Polo Chirurgico e dell'Emergenza" del padiglione 5, gli spazi ottenuti verranno messi a disposizione dell'area pediatrica istituendo un nuovo Pronto Soccorso pediatrico, facendo del "Gozzadini" l'ospedale pediatrico di riferimento regionale. Il costo previsto è di 10 milioni di €.
- Costituzione del Polo Cardio-Toraco-Vascolare. Il progetto ha visto la demolizione del padiglione 22 e di parte del padiglione 23, sulla cui area è sorto un nuovo edificio di 4 piani, con 289 posti letto e 6 sale operatorie più 2 ibride, integrato con la parte "superstite" del padiglione 23. Il costo previsto era di 68 milioni di €. La struttura è stata presentata al pubblico il 21 ottobre 2014.

Con il completamento delle nuove strutture il complesso ospedaliero avrebbe dovuto ampiamente superare i 2000 posti letto, rendendolo, secondo i dati attualmente disponibili, il più grande ospedale in Italia.

### Reparti esterni al policlinico
Due unità operative dell'Ospedale Maggiore di Bologna, Chirurgia toracica e Chirurgia A e d'urgenza, sono state trasferite dall’Azienda USL di Bologna alla direzione dell'Azienda ospedaliero-universitaria.

## Specialità
Il Policlinico ha acquisito, via via durante il Novecento, tutte le specialità mediche e chirurgiche ad eccezione di Neurochirurgia (di cui la struttura di riferimento a Bologna è l'Ospedale Bellaria) e Odontoiatria (con sede di riferimento nella clinica odontostomatologica di Via San Vitale, dove ha sede il corso di laurea in Odontoiatria e Protesi dentaria).
Attualmente l'ospedale è organizzato in 7 Dipartimenti ad attività integrata (una tipologia di organizzazione che consente di assicurare l'esercizio integrato delle attività assistenziali, didattiche e di ricerca) cui afferiscono 67 Unità Operative.
Dal 2020, con l'istituzione da parte della Regione Emilia Romagna del Centro di riferimento regionale interaziendale di neurochirurgia pediatrica (tra IRCCS Istituto delle Scienze Neurologiche di Bologna ed Azienda Ospedaliero-Universitaria di Bologna), l'ospedale ha acquisito anche la disciplina di Neurochirurgia Pediatrica.

### I Dipartimenti ad Attività Integrata (DAI)

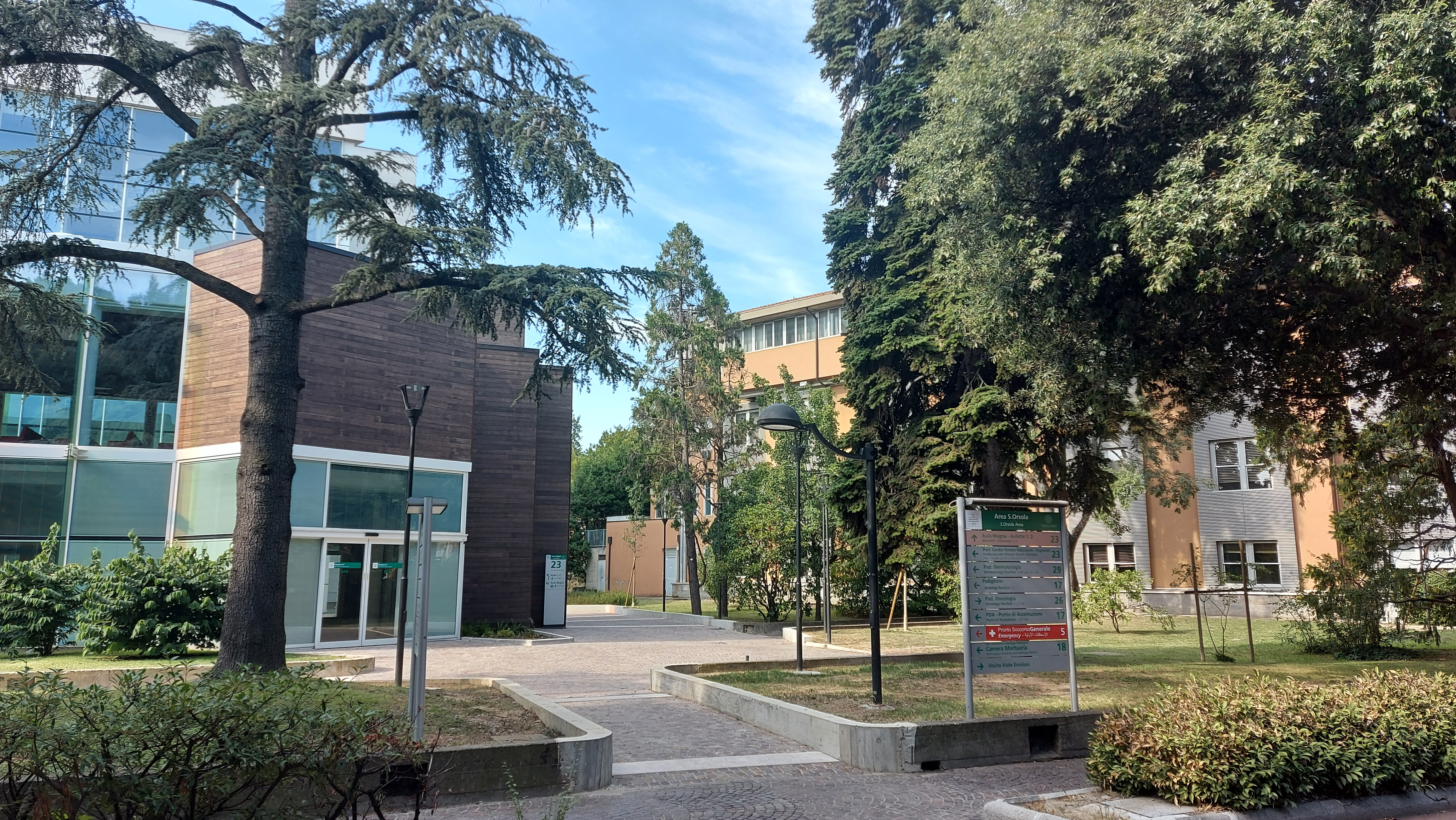
Padiglione 23, Cardio-Toraco-Vascolare

- DAI Malattie Cardio-Toraco-vascolari
- DAI Medico chirurgico delle malattie digestive, epatiche ed endocrino- metaboliche
- DAI delle malattie nefro-urologiche
- DAI Malattie del distretto testa collo
- DAI Malattie oncologiche ed ematologiche
- DAI Ospedale della donna e del bambino
- DAI sperimentale Chirurgie generali e specialistiche oncologiche dell’IRCCS presso Ospedale Maggiore
- Dipartimento interaziendale della continuità e dell’integrazione
- Dipartimento delle Radiologie
- Dipartimento Interaziendale ad attività integrata di Anatomia Patologica (DIAP)
- Dipartimento farmaceutico interaziendale
- Dipartimento Interaziendale per la Gestione Integrata del Rischio Infettivo (DIGIRI)
- Dipartimento Emergenza interaziendale (DEI)

### Trapianti
È in Italia il terzo più grande centro per i trapianti di fegato (745 effettuati tra il 2000 ed il 2008) dopo l'Ospedale S. Giovanni Battista di Torino e Pisa; è il terzo per il trapianto renale (630 effettuati nel 2000-2008) dopo Torino e Padova; il secondo per il trapianto di cuore (308 nel 2000-2008) dopo il Policlinico San Matteo di Pavia e uno dei rarissimi istituti a praticare il trapianto di intestino e multiorgano. Nel 2008 è stato effettuato, per la prima volta in Europa, un trapianto multiorgano di rene-cuore-fegato.
Nel solo 2016, sono stati effettuati, complessivamente, 243 trapianti.
Nel 2009 è stato realizzato un docu-reality prodotto e trasmesso da Fox Life, Trapianti - Destini incrociati, ambientato nel reparto di chirurgia generale e dei trapianti sotto la direzione del professor Antonio Daniele Pinna.

### Oncologia
L'Unità Operativa di Oncologia Medica, dove terapia dei tumori e cure palliative sono fortemente integrate, è stata designata "Centro europeo di eccellenza" dall'ESMO (Società Europea di Oncologia Medica). La cerimonia della consegna del riconoscimento è avvenuta il 15 settembre 2008, nel corso della principale sessione del 33º Congresso dell'ESMO, tenutosi a Stoccolma.

### MiscBO
Il MiscBO (Minimally Invasive Surgery Center of Bologna) è il primo centro multimediale di chirurgia mini-invasiva pediatrica in Italia. Nasce nel 2006 dall'impulso del Prof. Mario Lima, vicepreside della Facoltà di Medicina dell'Università di Bologna, per diffondere e perfezionare le tecniche di chirurgia mini-invasiva.
Il Centro ospita il Master Universitario dell'Università di Bologna in Chirurgia pediatrica e, grazie al collegamento in videoconferenza è sede di numerosi incontri internazionali tra i maggiori esperti di tecniche mini invasive su pazienti in età pediatrica. Il Centro è audio/video-collegato con le sale operatorie di Chirurgia Pediatrica del Policlinico e, all'interno dell'aula didattica, è possibile videoassistere a sessioni operatorie chirurgiche in alta definizione.
Il Centro ha un sito nel quale è possibile consultare informazioni tecniche e visualizzare gratuitamente video-tutorial di procedure chirurgiche avanzate.

## Università
La Scuola di Medicina e Chirurgia dell'Università di Bologna ha a disposizione numerosi spazi, e le sue attività didattiche e di ricerca si intrecciano indissolubilmente con l'attività operativa dell'ospedale.
La Presidenza, la Segreteria, due sale studio, l'Open Space e varie aule (aula "Murri", "Enzo Piccinini", Informatica "Carlo Francioni", Linguistica, Manichini) sono dislocate nel cosiddetto “Polo Murri”, compreso nel padiglione 25.
Sei aule magne sono ospitate all'interno di altrettanti padiglioni (aula "Viola" nella Clinica Medica, aula di Dermatologia, aula "M. T. Chiantore" nel padiglione di Ematologia, aula di Ostetricia e Ginecologia, aula di Pediatria, aula di Nuove Patologie); le ulteriori cinque aule magne della facoltà sono all'esterno dell'ospedale. Completano il quadro decine di aule più piccole e biblioteche distribuite in tutto il nosocomio: la più fornita ed importante è la Biblioteca Centralizzata Clinica con sede presso il Padiglione Nuove Patologie.

## Trasporti
Le strutture sono servite da numerose linee urbane ed extraurbane esercite da Trasporto Passeggeri Emilia-Romagna (TPER): linee 14, 19, 25, 27, 32, 33, 36, 89, 94, 101, 918, 916, 60, 61 (servizio notturno). Le strutture sono servite anche da alcune linee extraurbane esercite da Autoguidovie (AGI): linee 99, 211, 212, 213, 214, 200.
Il Policlinico è dotato di un parcheggio sotterraneo di tre piani, con pagamento a ore, gestito dalla società SABA, con 498 posti auto. Esistono altri parcheggi coperti privati, dai quali parte una navetta che ferma lungo il viale centrale.